# Atopsyche socialis
Atopsyche socialis là một loài Trichoptera trong họ Hydrobiosidae. Chúng phân bố ở miền Tân bắc.